# یوتا هوفمن
یوتا هوفمن (آلمانی: Jutta Hoffmann؛ زادهٔ ۳ مارس ۱۹۴۱) هنرپیشه اهل آلمان است.
از فیلم‌ها یا برنامه‌های تلویزیونی که وی در آن نقش داشته‌است می‌توان به لوته در وایمار، راهزنی اشاره کرد.